# Museo San Telmo

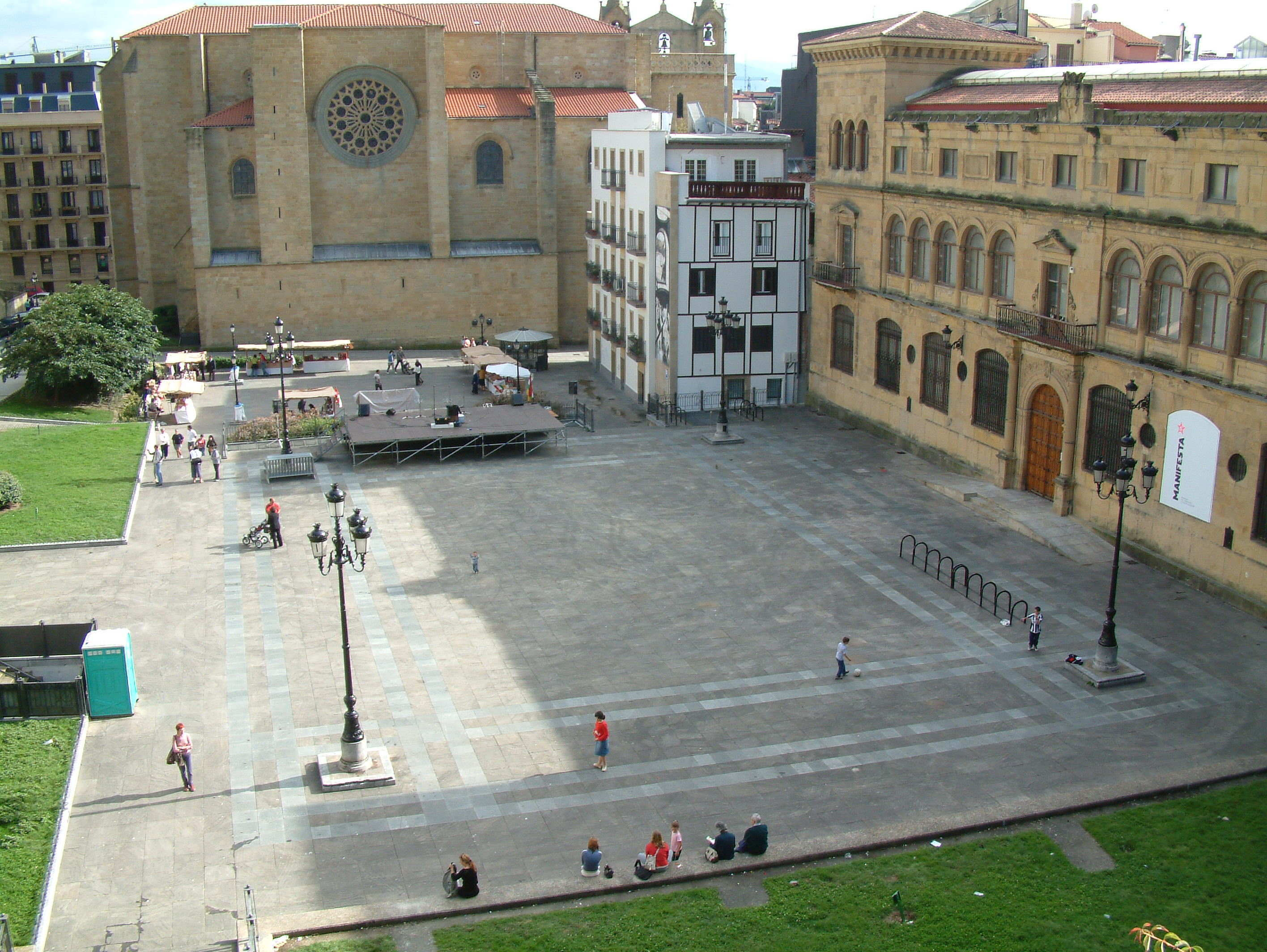
Plaza de Zuloaga, frente al museo.

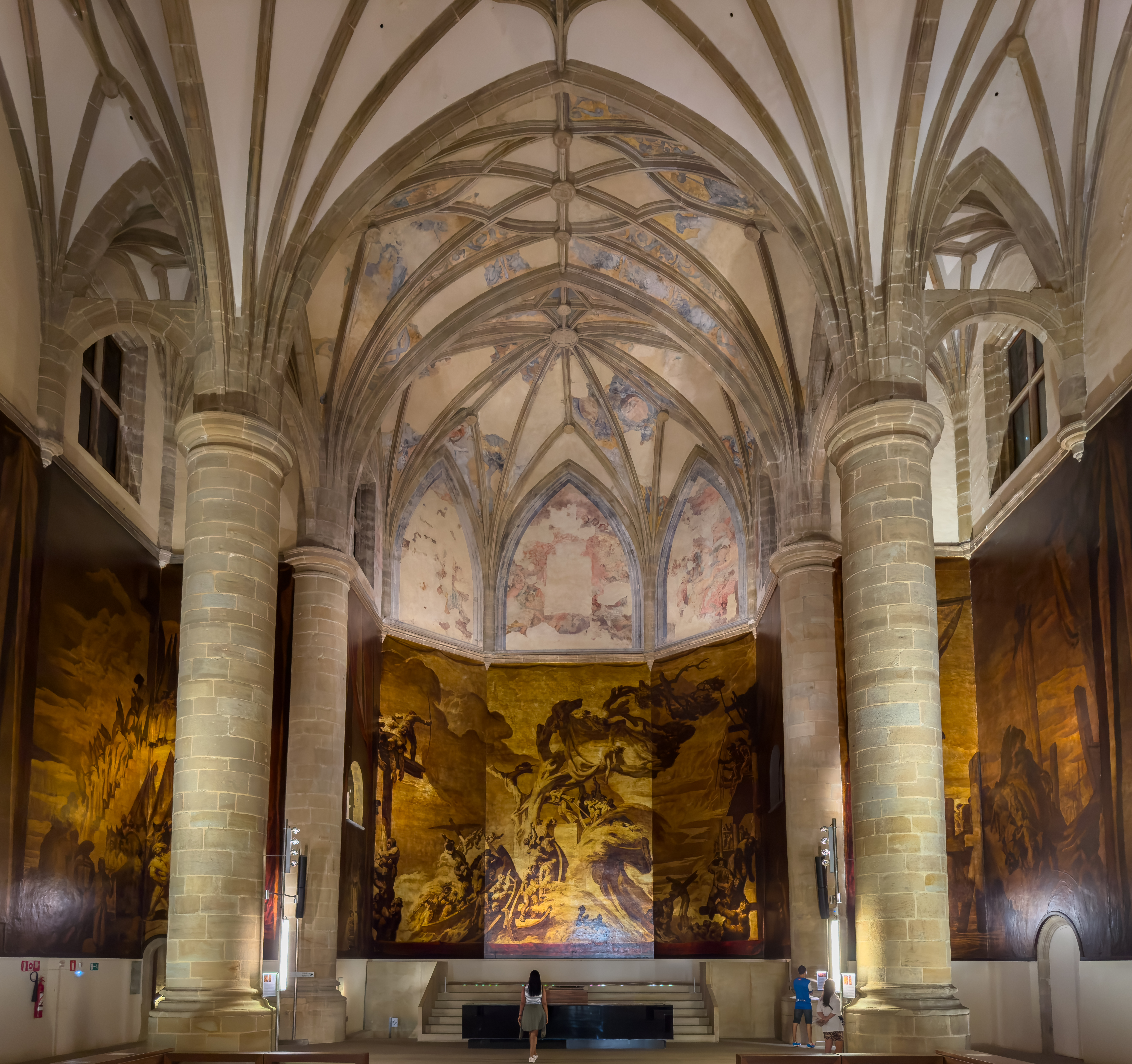
Iglesia de San Telmo, parte delantera, con el mural de Josep Maria Sert al fondo.

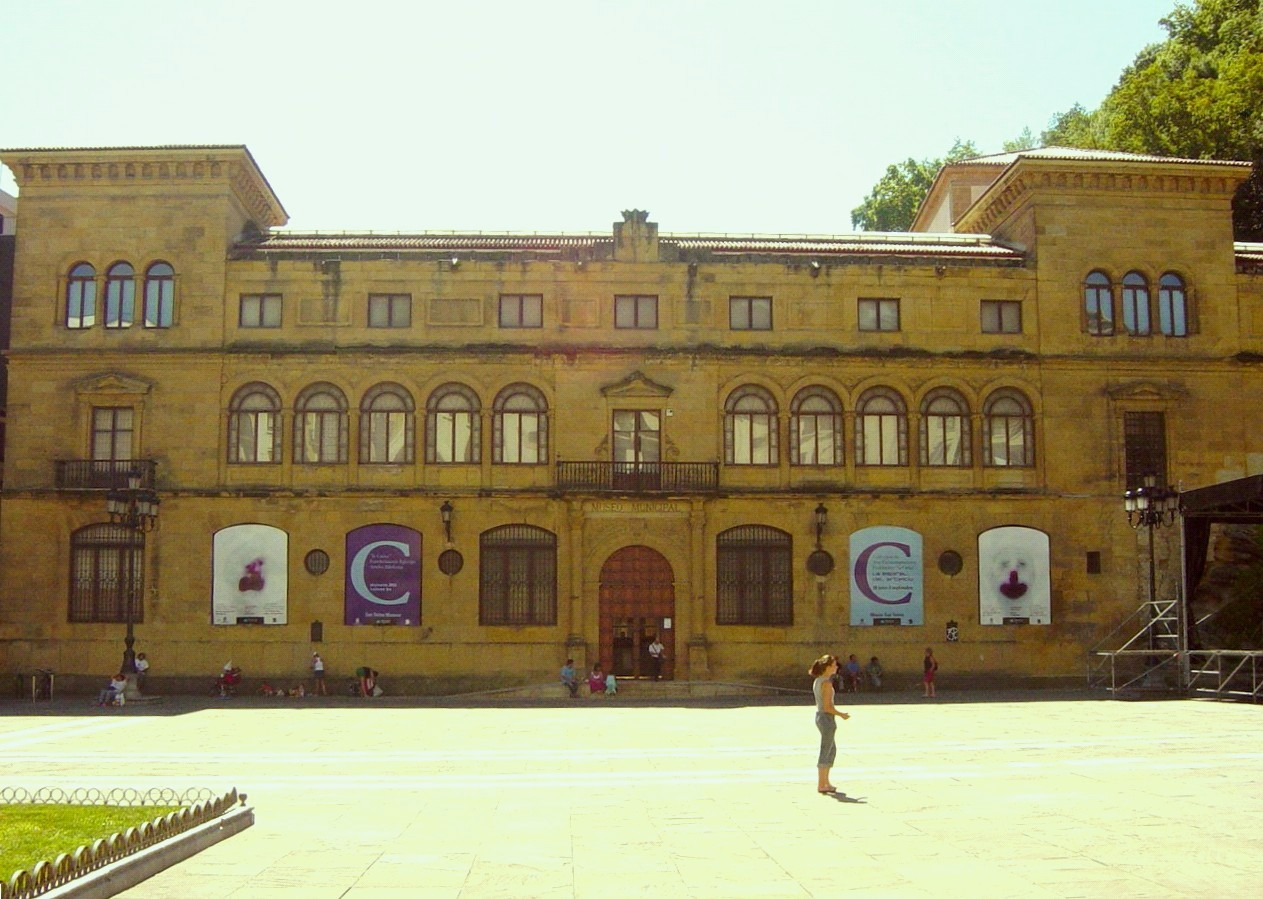
Vista de la fachada del Museo San Telmo. De estilo neorrenacentista, fue erigida a principios del.

El Museo San Telmo (en euskera: San Telmo Museoa o STM) es el museo municipal de la ciudad de San Sebastián (España), consagrado a ilustrar la evolución de la sociedad vasca, mayormente mediante piezas de etnografía y Bellas Artes. Se abrió en su actual sede en 1932, si bien se había fundado treinta años antes, en 1902, por lo que es el museo más antiguo de la comunidad autónoma del País Vasco. Tras una prolongada controversia sobre su perfil y futuras funciones, fue sometido a un ambicioso trabajo de ampliación y reforma (2007-2010) que se inauguró en la primavera de 2011.
El museo va consolidando su afluencia de público en los últimos años, y en 2015 superó ligeramente las 122.000 visitas. Buena prueba de la variedad e interés de sus colecciones es que presta anualmente entre 60 y 200 piezas para exposiciones, nacionales e internacionales.

## La sede
El edificio originario del museo es un antiguo convento de frailes dominicos, construido en la falda del monte Urgull a mediados del siglo XVI gracias al mecenazgo del noble guipuzcoano Alonso de Idiáquez, secretario de Estado del emperador Carlos V. Las obras se iniciaron en 1544 y finalizaron en 1562. 
Es un edificio de transición entre el estilo gótico y el renacentista, ya que a pesar de su estructura goticista, incorpora en su alzado una serie de elementos renacentistas. Una de las grandes originalidades de este antiguo convento estriba en la ubicación del claustro: lo habitual es que esté colocado en el lateral de la iglesia, pero en este caso, por las limitaciones de espacio que imponía el monte, se erigió al pie de la misma.  
En 1813, durante la Guerra de la Independencia, la ciudad de San Sebastián fue saqueada y devastada, y el convento sufrió grandes desperfectos; entre otros bienes, perdió su retablo principal. En 1836, con la Desamortización de Mendizábal, fueron expulsados los frailes del convento y el conjunto se convirtió en cuartel de artillería.
En 1913 el edificio fue declarado Monumento Nacional, siendo adquirido por el Ayuntamiento en 1928 mientras que el claustro sigue siendo propiedad del Estado español. Se inauguró como nueva sede del Museo en el año 1932, embellecido con una fachada palaciega que imita el estilo renacentista. Las celebraciones de inauguración incluyeron un concierto dirigido por Manuel de Falla, quien acudió gracias a las gestiones del pintor Ignacio Zuloaga. Poco después, el muralista catalán Josep Maria Sert decoró con temas alegóricos vascos las paredes de la iglesia, secularizada y reutilizada como salón de actos.
Obras de reforma concluidas en 2011, con un coste de 28,5 millones de euros, han incluido el remozamiento integral del museo y una ampliación discretamente encajada en el monte. Fue diseñada por los arquitectos Nieto y Sobejano.

## Historia y colecciones
En San Telmo se instalaron todas las piezas que en 1902, por iniciativa de la Real Sociedad Bascongada de Amigos del País, se habían recogido para un Museo de Etnografía y Bellas Artes. Este museo tuvo su primera sede en un edificio de esquina entre las calles Garibai y Andia, y pasó en 1909 a otro de la calle Urdaneta, hasta su definitivo traslado a San Telmo.
El Museo consta de plantas baja, primera y segunda. En la planta baja están ubicadas la iglesia, el claustro bajo (que contiene la sección de arqueología), dos grandes espacios para exposiciones temporales, los servicios y los accesos. El primer piso alberga la colección etnográfica, junto a la pinacoteca de autores vascos (obras desde el siglo XIX hasta autores actuales). El segundo piso está dedicado a la pintura antigua, tanto española como europea. 
San Telmo es propiedad del Ayuntamiento de San Sebastián, salvo el claustro, que es propiedad del Estado.

### Desde Egipto hasta Oteiza
Las colecciones del Museo son dispares: Bellas Artes, arqueología, piezas etnográficas... Las más coherentes e ilustrativas son las propias del ámbito vasco. Abarcan desde vestigios de la época romana hallados en tierras guipuzcoanas, hasta cerámica, tejidos y publicaciones del XIX. Entre los múltiples objetos expuestos, se pueden citar testimonios de la industria metalúrgica y ballenera, un ejemplar genuino de época de la Enciclopedia de Diderot y prendas de vestir del siglo XVIII. Estas últimas, que sobrepasan las cuarenta, merecieron una exposición en el verano de 2014, Frivolité, que en 2017 se prestó al Museo Vasco de Bilbao.
Gracias a aportaciones del coleccionismo privado, la institución cuenta también con ejemplos de arqueología egipcia y precolombina e incluso con una espada que según la tradición perteneció a Boabdil.
La sección de Bellas Artes es desigual, de notable valor en lo tocante a pintura vasca del XIX y XX, pero irregular en etapas anteriores. Del siglo XVI, destacan tres lienzos próximos a El Greco (entre ellos una Cabeza de Cristo y un San Francisco), una obra de Navarrete el Mudo y otra del círculo de Tintoretto, y del barroco en adelante se pueden citar ejemplos de Rubens, Giovanni Battista Caracciolo, Luca Giordano y Hubert Robert, así como un retrato de Nicolas-Bernard Lépicié y otro próximo a Nicolas de Largillière. Dignos de mención son una Vista de Roma de Corot, y un paisaje atribuido a Ignacio de Iriarte, primer artista de origen vasco que alcanzó la fama; trabajó en la Sevilla de la época de Murillo. Entre los artistas del siglo XIX destacan Mariano Fortuny (con uno de sus famosos desnudos infantiles de Portici), Federico y Raimundo de Madrazo, Antonio Ortiz Echagüe, y también se muestra un variado repertorio de Joaquín Sorolla, con óleos y bocetos. San Telmo exhibe desde sus inicios diversas obras del Museo del Prado de Madrid, cedidas en depósito (como Patio de un parador, lienzo de tres metros de Elena Brockmann ) a las que se han unido otras del Museo Reina Sofía y de diversas colecciones públicas y privadas.
La pintura vasca cuenta con relevantes piezas de Ignacio Zuloaga, Rafael Ruiz Balerdi (Retrato de Chumy Chúmez), Vitxori Sanz, Juan Luis Goenaga, Vicente Ameztoy, Nicolás de Lekuona... El museo muestra diversas obras de Jorge Oteiza, prestadas por el Museo Oteiza de Alzuza.
Coincidiendo con las obras de reforma se perfiló un replanteamiento de las colecciones, que para reforzar su repertorio sumaron piezas variopintas: pinturas de autores vascos reconocidos, como José Echenagusía, Eduardo Zamacois y José Luis Zumeta, y también productos de consumo y uso cotidiano relativos a empresas e instituciones de la región. Entre ellos se cuentan carteles impresos en Guipúzcoa, fichas del antiguo Casino de San Sebastián, electrodomésticos, un automóvil Seat 600, productos textiles y monopatines de la marca Sancheski de Irún. De este modo, el museo se abre a las artes industriales y el diseño.
Mención aparte merecen las pinturas de Josep Maria Sert, expresamente creadas por el artista en los años 1930 para la iglesia que se halla en San Telmo. Son grandes telas pegadas a las paredes de este edificio, hoy bien recuperadas, que dan lugar a una escenografía resaltada con proyecciones periódicas de imágenes.

## Galería de imágenes

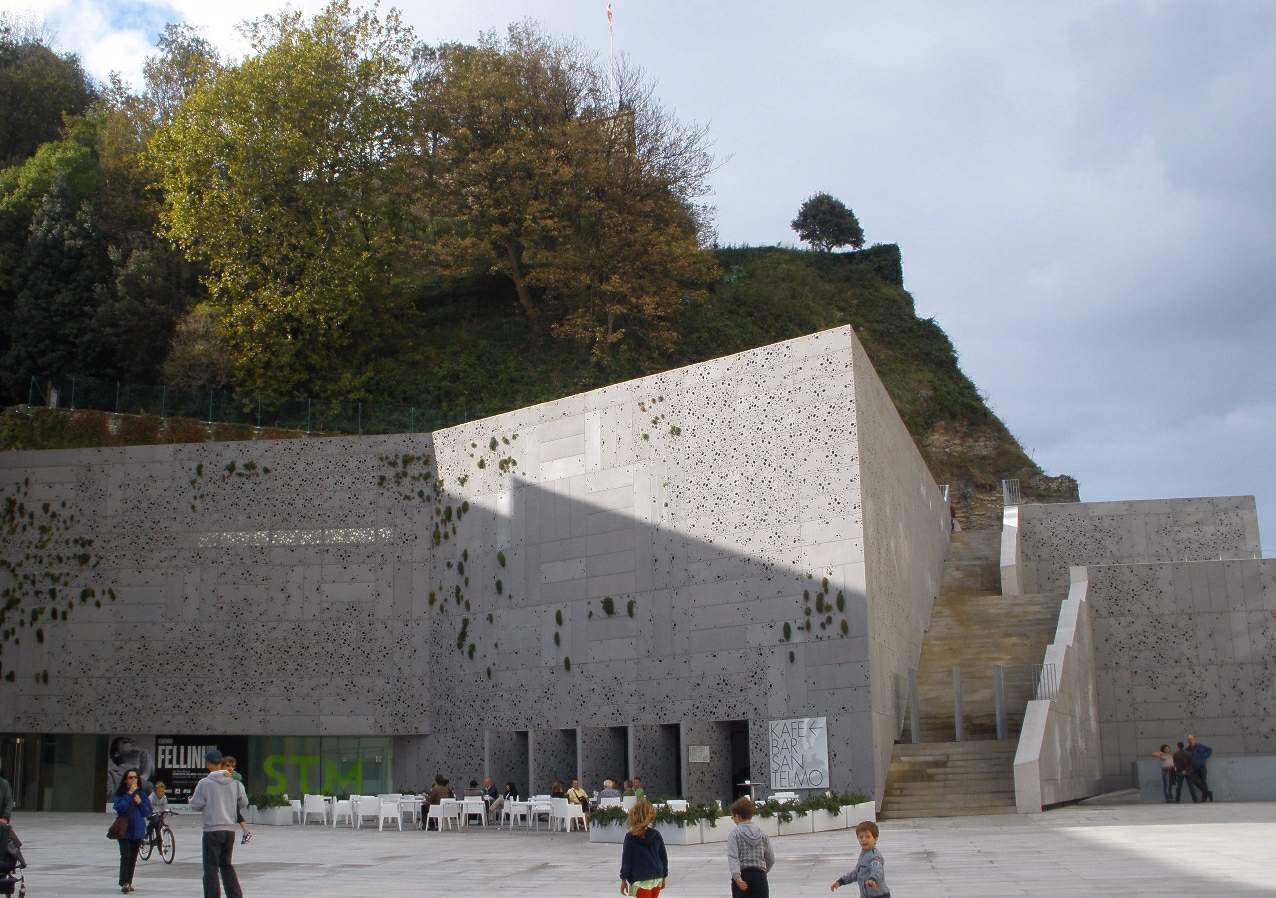
Entrada y cafetería bajo el monte (octubre de 2011)
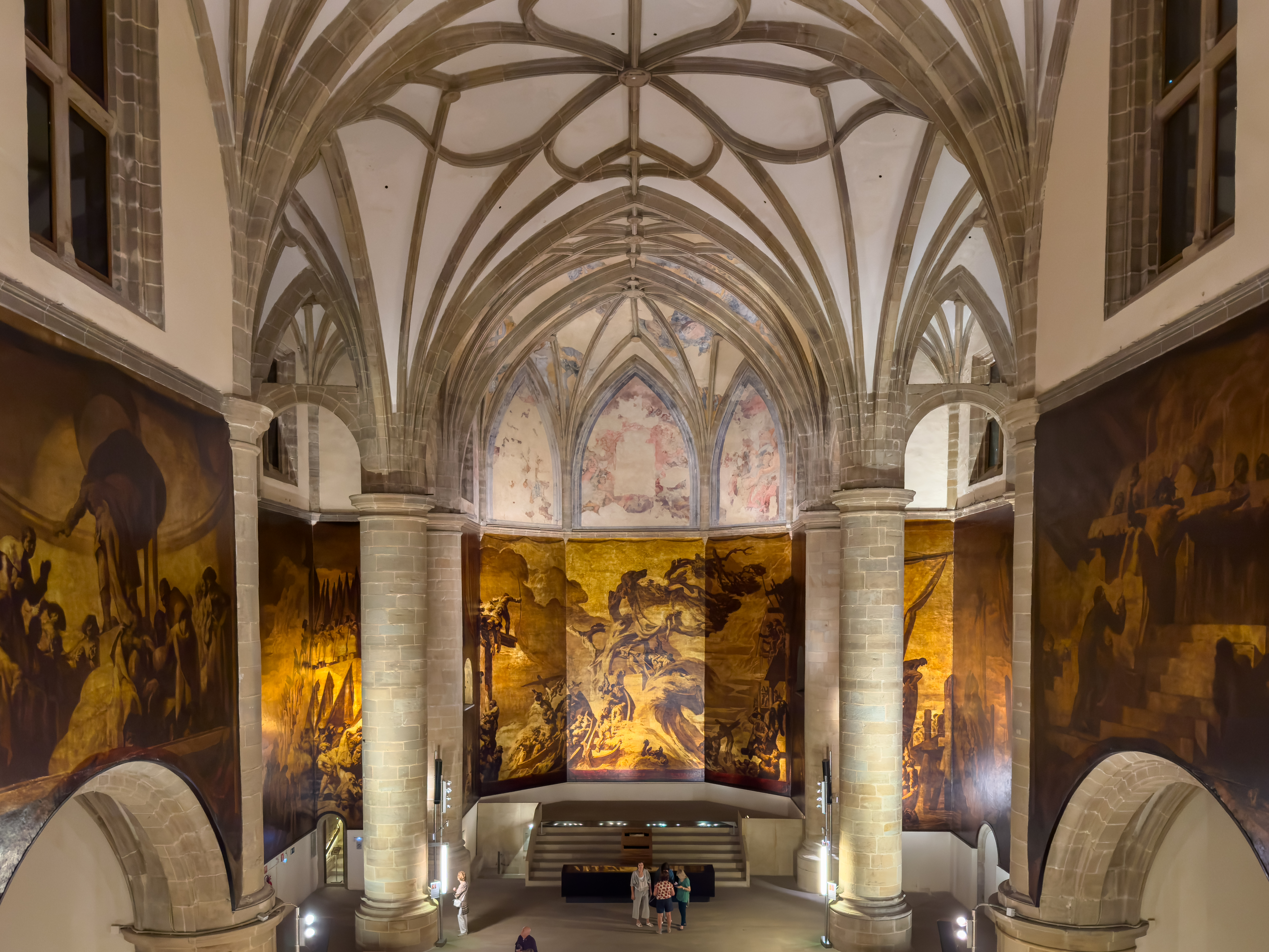
Antigua iglesia del convento, decorada por Josep Maria Sert
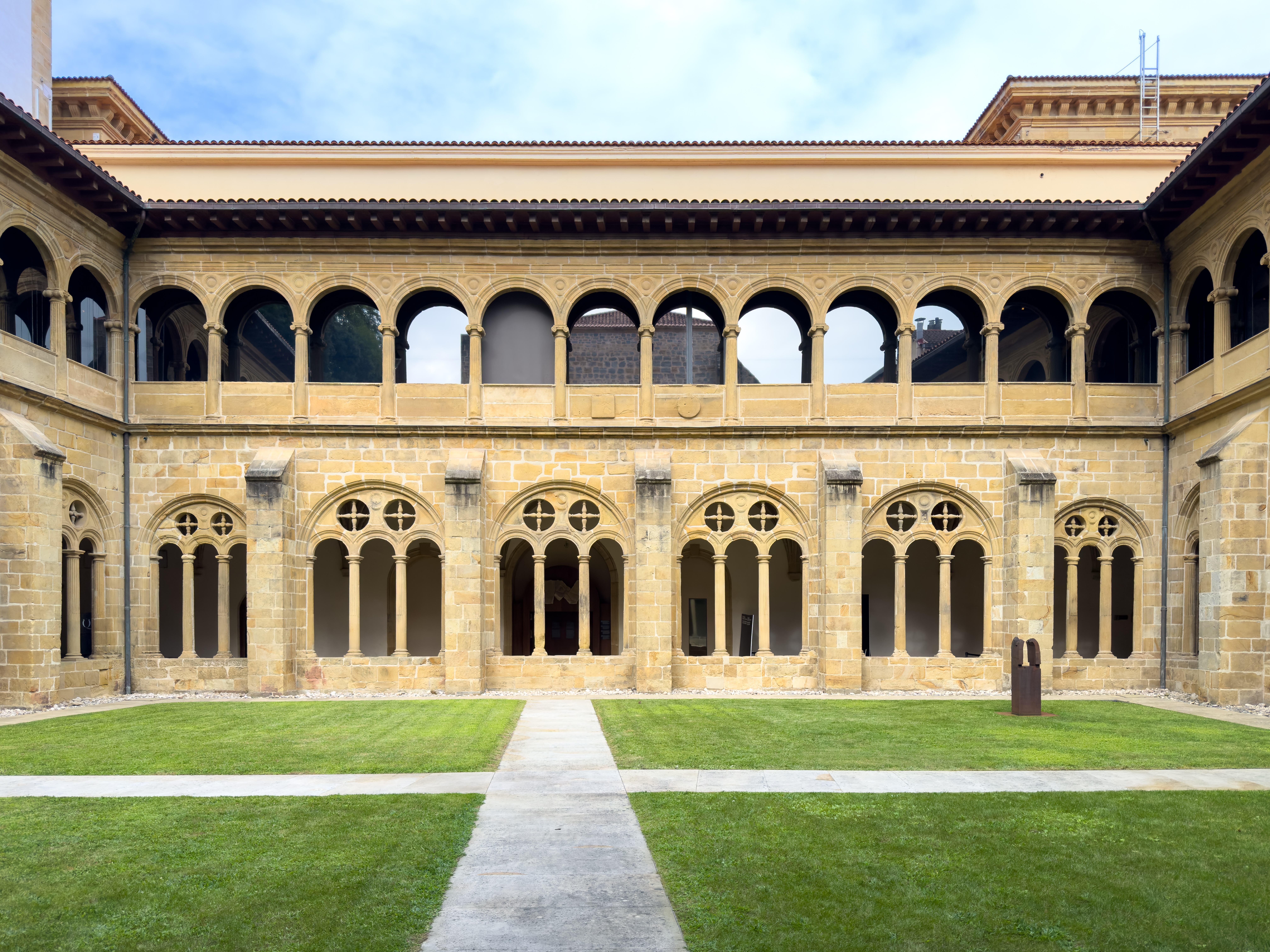
Claustro del convento del siglo XVI
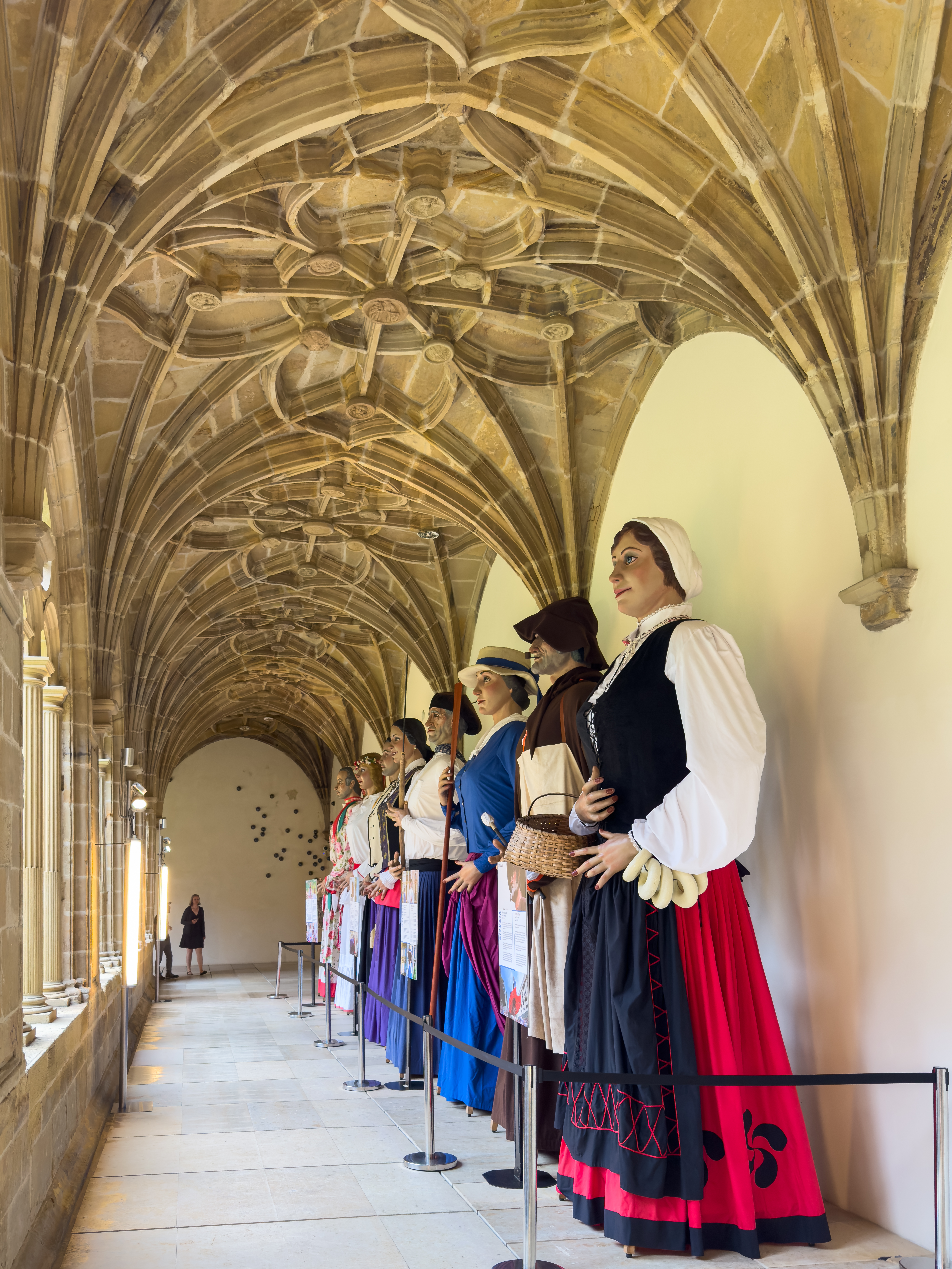
Crujía del claustro, con una exhibición de gigantes empleados en fiestas populares
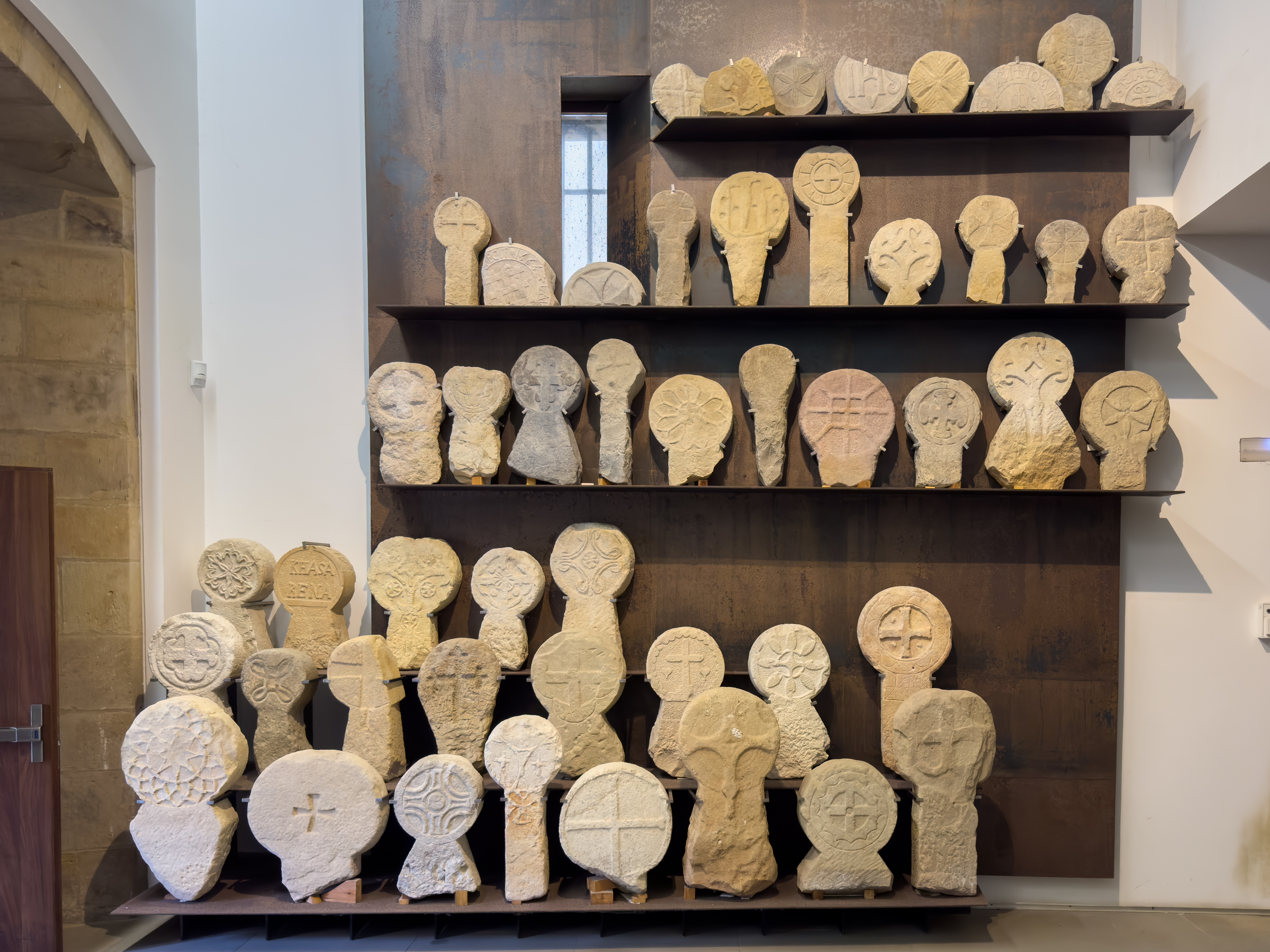
Estelas funerarias vascas
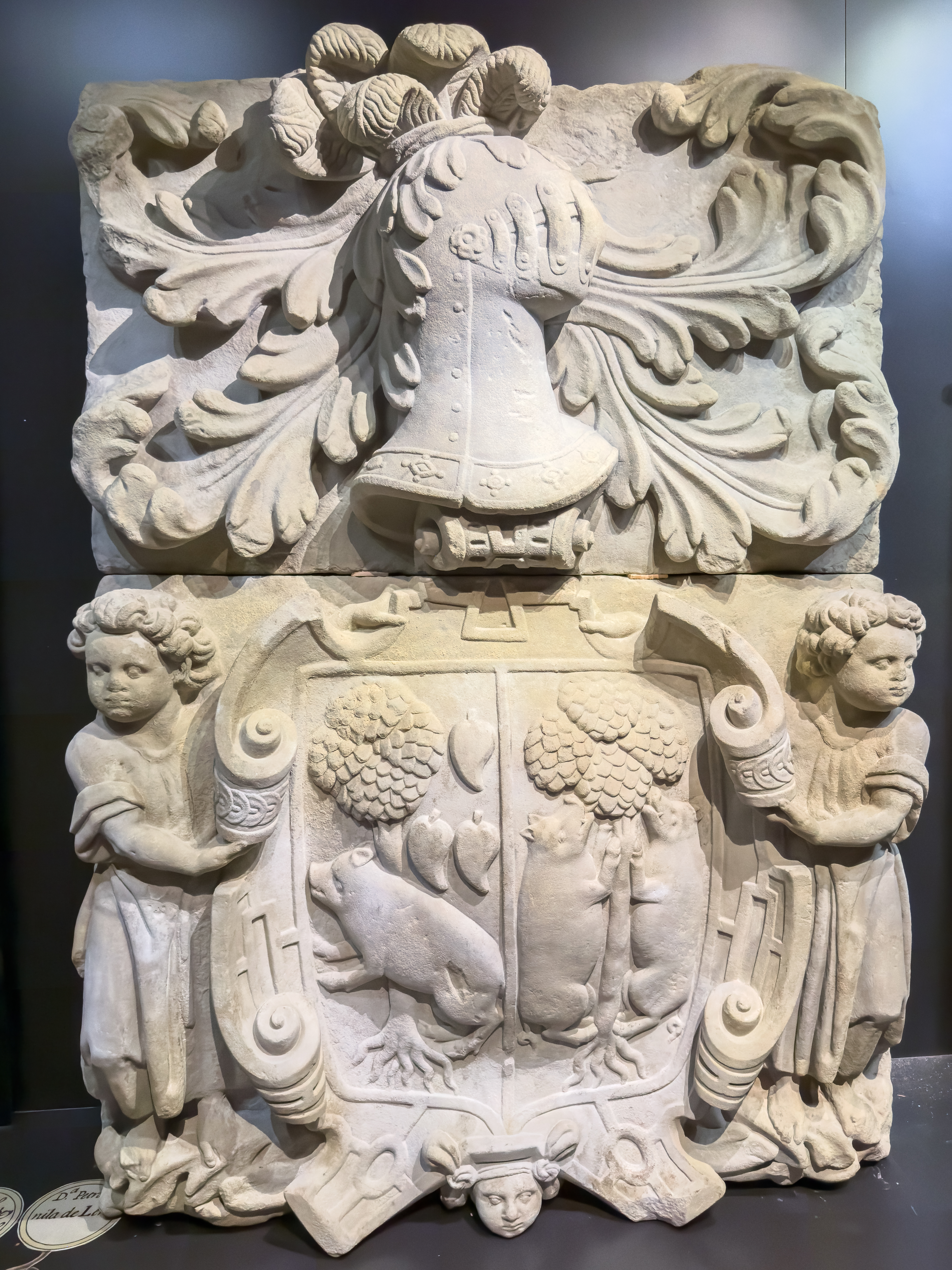
Escudo heráldico esculpido en piedra
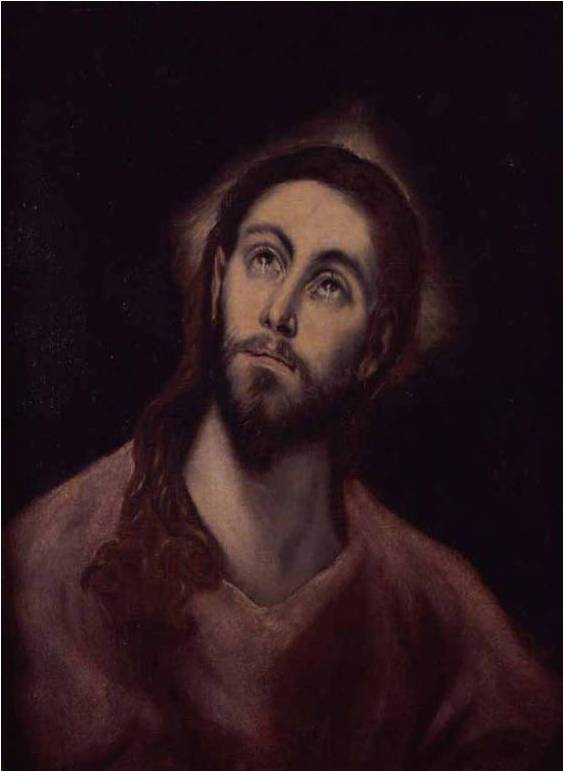
El Salvador, obra del círculo de El Greco